# NGC 4064
NGC 4064 في الفهرس العام الجديد، هي مجرة، تقع في كوكبة الهلبة. اكتشفت في 29 ديسمبر 1861 بواسطة هاينريش لويس دريست.

## روابط خارجية
- NGC 4064 على موقع ويكي سكاي: DSS2, SDSS, GALEX, IRAS, Hydrogen α, X-Ray, Astrophoto, Sky Map, Articles and images